# Pierre Sarrazin (comédien)
Pour les articles homonymes, voir Pierre Sarrazin et Sarrazin.
Pierre Claude Sarrazin, né le 18 juin 1689 à Nuits et mort le 15 novembre 1763 à Paris, est un acteur de théâtre, 106e sociétaire de la Comédie-Française.

## Biographie
Il appartient à une famille bourgeoise. Il abandonne la prêtrise à laquelle il se destine lorsqu'il rencontre une comédienne. Il se rend à Paris. Il se fait remarquer en jouant la comédie pour le duc de Gesvres.Il débute au théâtre français le 3 mars 1729 par le rôle d'Œdipe.  Apprécié il est, le 31 décembre 1729, nommé sociétaire. Il joue les premiers rôles durant 30 ans. En 1754, une pension lui est accordée. Atteint d'une extinction de voix il est mis à la retraite sur sa demande le 1er avril 1759. Il a alors 71 ans. Veuf il se remarie et meurt quelques années après.

## Rôles
- 1729 : Œdipe de Pierre Corneille
- 1730 : Brutus de Voltaire
- 1732 : Zaïre de Voltaire : Lusignan
- 1734 : Didon de Lefranc de Pompignan : Achate, capitaine troyen
- 1736 : Alzyre de Voltaire
- 1741 : Le Fanatisme ou Mahomet, de Voltaire
- 1743 : Mérope, de Voltaire
- 1743 : La Mort de César de Voltaire
- 1748 : Nanine, ou le Préjugé vaincu de Voltaire
- 1755 : L'Orphelin de la Chine de Voltaire : Zamti[n 1]